# 苏格兰教授
苏格兰教授（Scotch Professors），是指19世纪末南下加盟英格兰足球联赛球队的苏格兰足球运动员。当时英格兰已经允许职业足球，而苏格兰（理论上）仍坚持业余足球。
“苏格兰教授”这个名称源自当时苏格兰足球与众不同的风格。这种革命性的球风被称为“混合足球”（combination football），注重传切配合，强调集体协作，与同期在英格兰盛行的花哨的个人主义球风截然不同。相比之前足球运动过多依靠个人强行突破的普遍面貌，苏格兰球员们认为足球的移动可以比人更迅速、更高效，因此应当将球员分开成一定的阵型，充分利用队友之间精准的传球和跑位来提高进攻效率。人们认为这种球风“改变了足球的本质”，也是苏格兰足球在那个时代的最显著特点。1872年，世界上首场正式国际足球比赛在苏格兰格拉斯哥举行，由苏格兰队迎战英格兰队。苏格兰以女王公园足球俱乐部的球员为班底组建队伍。尽管这场比赛双方都没有进球，打成0-0，但苏格兰球员优秀的能力、出色的技术以及独特的比赛风格让英格兰人感到耳目一新，并由此引发了大批苏格兰球员在1885年英格兰职业足球合法化之后加盟英格兰球队。
球员南迁以及职业化的趋势，在苏格兰足球界却被广泛反对。后者指责这些“教授”们是“叛变者”（Traitorous wretches）、“唯利是图者”（base mercenaries）。苏格兰足球协会把所有被证实从事职业足球运动的球员列入黑名单，但收效甚微。与此同时，苏格兰足球本身也在向职业化方向发展。1890年，苏格兰足球联赛创办时，当时苏格兰最具实力的女王公园拒绝参赛，因为他们认为这是苏格兰足球转为职业化的前兆。然而苏格兰足球最终还是在1893年实现了从业余到职业这个转变。女王公园直到1900年才参加联赛，但仍坚持业余足球这条准则。
苏格兰教授们对英格兰足球的影响直接而广泛。例如，伦敦著名的科林蒂安足球俱乐部（Corinthian F.C.）创办的目的完全是为了仿效苏格兰足球，并达到能与之抗衡的水平。英格兰首支双料冠军球队普雷斯顿，在夺冠时的主力阵容以苏格兰球员为班底。而利物浦在1892年建队时全部球员都来自苏格兰。由苏格兰人詹姆斯·阿伦创办的桑德兰自1891年起的四年间三夺联赛冠军。
苏格兰教授们还推动了足球运动的传播，包括这项运动本身，以及他们注重传切配合的比赛风格。那个时代一些出色的苏格兰球员在现代足球运动被引入不列颠帝国、欧洲、中国和拉丁美洲（尤其是巴西、阿根廷和巴拉圭）的过程中扮演了重要角色。
女王公园是苏格兰教授的“发源地”及其球风的首创者。2008年，这家俱乐部被提名获得国际足联荣誉奖。提名理由是“表彰他们在现代足球发展中的突出贡献以及为足球长达140年的服务”。这项提名得到了英国首相戈登·布朗、苏格兰首席部长亚历克斯·萨蒙德和曼联主帅亚历克斯·弗格森爵士的支持，但最终并未获得成功。